# مانون آرکانجیولی
مانون آرکانجیولی (تلفظ فرانسوی: [manɔ̃ aʁkɑ̃ʒjɔli] ; متولد 28 اوت 1994) یک تنیس باز حرفه ای فرانسوی است.
در ۲ مارس ۲۰۱۵، او به بهترین رنکینگ تک نفره خود در رتبه ۲۶۸ جهان رسید. در ۱۸ ژوئن ۲۰۱۸، او به بهترین رنکینگ دوبل WTA با شماره ۱۸۹ رسید. تا به امروز، او هشت عنوان انفرادی و ۱۵ عنوان دونفره را در پیست ITF کسب کرده‌است.